# 포워드 (래퍼)
포워드(4WD) (본명: 이건돈, 1979년 10월 29일 ~ )는 대한민국의 래퍼이다. SNP의 대표 래퍼로써 활동하였으며, 그의 특유의 라임으로 많은 팬들이 있었으나 2003년 이후로 활동을 거의 중단하여 많은 아쉬움을 남겼다. 이후 2012년, Mushroom Cloud 소속의 래퍼로 다시 컴백하였다.

## 바이오그래피
4WD는 나우누리의 힙합 동호회 SNP에서 활동을 시작하였다. 처음에는 랩이 아니라 보컬로써 활동을 시작하였으며, 그의 보컬은 Tragic Temple의 앨범에서 들어볼 수 있다. 곧 랩에 대한 관심을 가진 그는, 2000년에 조PD와 DJ Uzi를 향한 신랄한 디스곡인 노자를 발표하면서 힙합 매니아들의 눈에 들어오기 시작했다. 그 곡은 무엇보다, 그와 버벌 진트의 직설적인 가사와 당시의 평균적인 기준을 웃도는 라이밍으로 상당한 이슈가 되었다. 디스의 이유에 관해서 그는 힙합플레이야와의 인터뷰에서 "이유는 가사에 모두 드러나있으며, 또 하나 이유라면 싫은 건 싫다고 말하고 싶어서"라고 짧게 밝혔다.
이후 활동이 잠잠했던 그는 Rawdogg Records와 계약을 맺게 되면서 앨범을 준비하였으며, 2003년 싱글 《친구》 가 발표되었다. 이 앨범은 그에 대한 기대치를 올려놓기에 충분하였으나, 아쉽게도 이후의 활동이 잠잠해져 그의 모습을 보기란 힘들었다. 이후 휘성의 With Me 방송용 버전에 피쳐링을 하기도 하였으며, 2005년 프로듀서 Phat Swings의 블로그에 그의 신곡 Dr. Go!가 일주일 한정으로 공개되어 그의 컴백이 점쳐졌으나 돌아오지는 않았다. 2006년에는 힙합플레이야에 컴백을 예고하는 글을 올렸으나 이 역시 그의 컴백으로 이어지진 않았다. 이러한 여러 차례의 공백에 대해 그는 추후 인터뷰에서 "'하기 싫으면 하질 않는 습성'이 여실히 드러났던" 것으로 "재미를 못느끼는 것 뿐"이었다고 밝혔다. 특히, 《친구》를 발표한 후의 피드백이 생각과 달라 힘이 빠졌었다고 고백하였다.
결과적으로 그의 목소리는 Dr. Go! 이후로는 들어볼 수 없었으며, 이 공백기 동안 그는 일산에 거주하면서 Studio Amabile231 이라는 이름의 사진 스튜디오에서 사진 촬영을 주업으로 하였다. 이후의 기사에서 그는 앨범을 내고 돌아오는 반응이 생각과 다른 것을 보며 랩을 한다는 것 자체의 의미를 잃어갔던 것 같다고 밝혔다. 2010년 여름에는 앨범을 준비 중이라는 코멘트를 짧게 남긴 적이 있으나 언제가 될 거라는 기약은 없었고, 2010년이 끝날 때까지도 별다른 소식은 없었다. 후일 그는 당시 음악을 하게 다시 설득을 해준 것은 같은 SNP 출신이자 Mushroom Cloud의 CEO Trish였다고 밝혔다.
이후 2012년 Trish가 조직한 애시드 재즈 밴드 Urban Corner의 앨범에 참여하면서 7년 만에 그의 랩을 대중들에게 선보였고, Urban Corner의 소속 레이블 Mushroom Cloud를 통해 앨범 발매를 준비 중이라는 소식이 알려지면서 다시금 팬들을 흥분케 하였다. 그의 컴백 싱글 The Sign of 4는 2013년 7월에 나왔다.

## 디스코그래피
- 2000년 싱글 《노자》
- 2003년 싱글 《친구》
- 2013년 싱글 The Sign of 4

## 작업곡
- Once Again - Tragic Temple 앨범 수록곡. P-Type, ㅈHyun, Luna와 함께 참여하였으며, 그가 처음으로 앨범에 참여한 곡임.
- 노자 (feat. Verbal Jint, Lucy) - 2000년 SNP에서 자체제작된 싱글을 통해 발표
- 학교 (feat. 휘성) - 습작으로 만들었으나 어느 순간 유출되어 퍼짐.
- To All the Hiphop Kidz - Verbal Jint의 싱글 Sex Drive 수록곡.
- Big Shot - LowDown의 앨범 수록곡. DNS의 실력과 함께 피쳐링
- 친구 (feat. P-Type, MC Meta) - 싱글 친구 의 타이틀곡.
- 선 (feat. 거미) - 싱글 친구 의 수록곡.
- Monologue - 싱글 친구 의 수록곡.
- With Me (방송용 버전) - 휘성 2집 타이틀곡. 원래 1TYM의 Teddy가 피쳐링하였으나, 뮤직비디오 버전에서는 4WD가 참여하였으며, 실제 라이브에서는 4WD의 가사로 247의 Dirty Mack이 공연함.
- Dr. Go! (feat. Sui) - 2005년 말 비트메이커 Phat Swings의 블로그에서 일주일간 한정 공개. 배포되지 않길 바라서 한정 공개를 하였다 하나 현재는 인터넷에서 쉽게 들어볼 수 있는 상태.
- 내게 돌려줘 - Urban Corner의 첫 앨범 수록곡으로, 7년만에 4WD가 랩을 다시 선보여 화제가 되었다.
- The Sign of 4 (feat. Paloalto, MC Meta, DJ Wreckx) - 2013년 발표된 4WD의 컴백 싱글.

## 조PD & DJ Uzi를 향한 디스
4WD와 버벌 진트는 조PD와 DJ Uzi를 향한 디스곡 노자를 발표하였다. "노자"는 2000년에 발표되었으며, 이현도의 "흑열가", DJ Uzi의 "Uzi's Mind" 등의 가사를 패러디하면서 노골적으로 조PD와 DJ Uzi를 디스하였다. 이 곡에는 Lucy가 보컬을 담당하였으며, 그 당시 생소했던 다음절 라임을 선보여 많은 호응을 얻었다.
한편 이에 대한 반격으로 DJ Uzi 역시 不以兵强天下라는 곡을 발표하였다. "졸개로는 천하를 강하게 만들 수 없다"는 뜻의 제목을 가진 이 곡은, DJ Uzi 외에 Deze, 현상 등이 참여하였다. 셋이 모두 소울 트레인 출신인 관계로, 이 디스전은 SNP와 소울 트레인의 싸움으로 비춰지기도 하였다. 이후 2012년 7월 힙합엘이 토크콘서트 무대에서 버벌 진트는 4WD의 입장은 모르나 자신의 경우는 조PD에 대한 나쁜 감정이 있어서 그런 것은 아니었으며, 과거 SNP에 올린 자신의 자작곡에 대해 "조PD 같다"라는 팬의 '칭찬'을 계기로 자신은 조PD와 전혀 다르며 더 낫다는 것을 "과장되게" 표현한 한 방법이었다고 설명하였다.
버벌 진트와 달리 4WD의 음악 활동이 이후 활발하지 않았던 관계로 조PD와의 화해가 이루어질 기회는 없었으나, 4WD는 인터뷰에서 "수년 전 현상군과 내 사이에선 "난 너 씹은 적 없는데 넌 왜 아무 이유도 없이 날 씹었니???"라는 나의 질문과 "난 어떤 곡인지도 모르고 그냥 만들어 놓은 가사 입힌것 뿐이거든???"하는 현상군의 답변이 오갔었고 그 때부터 우린 친구가 되었다"라고 밝혔으며, 실제로 현상은 그의 컴백 싱글 The Sign of 4에 작곡가로 참여하였다. 한편 조PD는 2013년 인터뷰에서 당시 "3집 작업하느라 바쁘고 개인적인 해프닝도 많아 아직까지 그 곡은 들어본 적이 없다"라고 밝혀 팬들을 되려 놀라게 하였다.

## 이름
- 4WD는 P-Type이 지어준 이름으로 "For Wild & Dirty"의 약자이다.[1] 이 이름 때문에 그를 '사륜구동'이라 부르는 사람들도 있다.
- D'siz Money는 그의 또다른 예명으로, 그의 본명에서 따온 "이건 돈"이라는 의미다.